# Trude Lehmann
Trude Lehmann (* 26. Oktober 1892 in Magdeburg; † 3. Januar 1987 in Berlin) war eine deutsche Schauspielerin.

## Leben
Trude Lehmann war bereits im Stummfilm eine gefragte Darstellerin und wirkte hier in über fünfzehn Filmen mit, auch war sie in über zwanzig Sprechrollen zu sehen. Neben dem Theaterspiel trat sie vor allen Dingen als Komikerin und Humoristin in vielen Veranstaltungen und auf Volksfesten auf. Von 1947 bis 1949 wirkte sie im Berliner Kammerbrettl mit, welches sich dem urwüchsigen Berliner Humor sowie der kritischen, zeitbezogenen Parodie und Satire widmete. Lehmann stand 1944 in der Gottbegnadeten-Liste des Reichsministeriums für Volksaufklärung und Propaganda.

## Filmografie
- 1926: Nanette macht alles
- 1926: Die Unehelichen
- 1926: In der Heimat, da gibt’s ein Wiedersehn!
- 1927: Der falsche Prinz
- 1928: Adam und Eva
- 1929: Was eine Frau im Frühling träumt
- 1929: Geschminkte Jugend
- 1931: … und das ist die Hauptsache!?
- 1932: Wäsche – Waschen – Wohlergehen
- 1933: Viktor und Viktoria
- 1937: Urlaub auf Ehrenwort
- 1939: Heimatland
- 1939: Frau am Steuer
- 1951: Modell Bianka
- 1955: Ein Polterabend
- 1955: Wer seine Frau lieb hat …

## Theater
- 1946: Friedrich Wilhelm: Guten Morgen, Herr Fischer (Aurora) – Regie: Willi Schmidt (Schlosspark Theater Berlin-Steglitz)
- 1947: Maximilian Böttcher: Krach im Hinterhaus – Regie: Willi Schwabe (Volkstheater Süden Berlin)
- 1948: Leo Schottländer: Kaiserplatz 3, I – Regie: Wulf Rittscher  (Berliner Theater Neukölln)
- 1948: Walter Kollo/Alexander Siegmund Pordes/Herman Haller: Der Juxbaron – Regie: Wulf Rittscher  (Berliner Theater Neukölln)

## Hörspiele
- 1960: Rolf Schneider: Verliebt – in Mozart – Regie: Fritz-Ernst Fechner (Rundfunk der DDR)